# Hockenheimringlauf

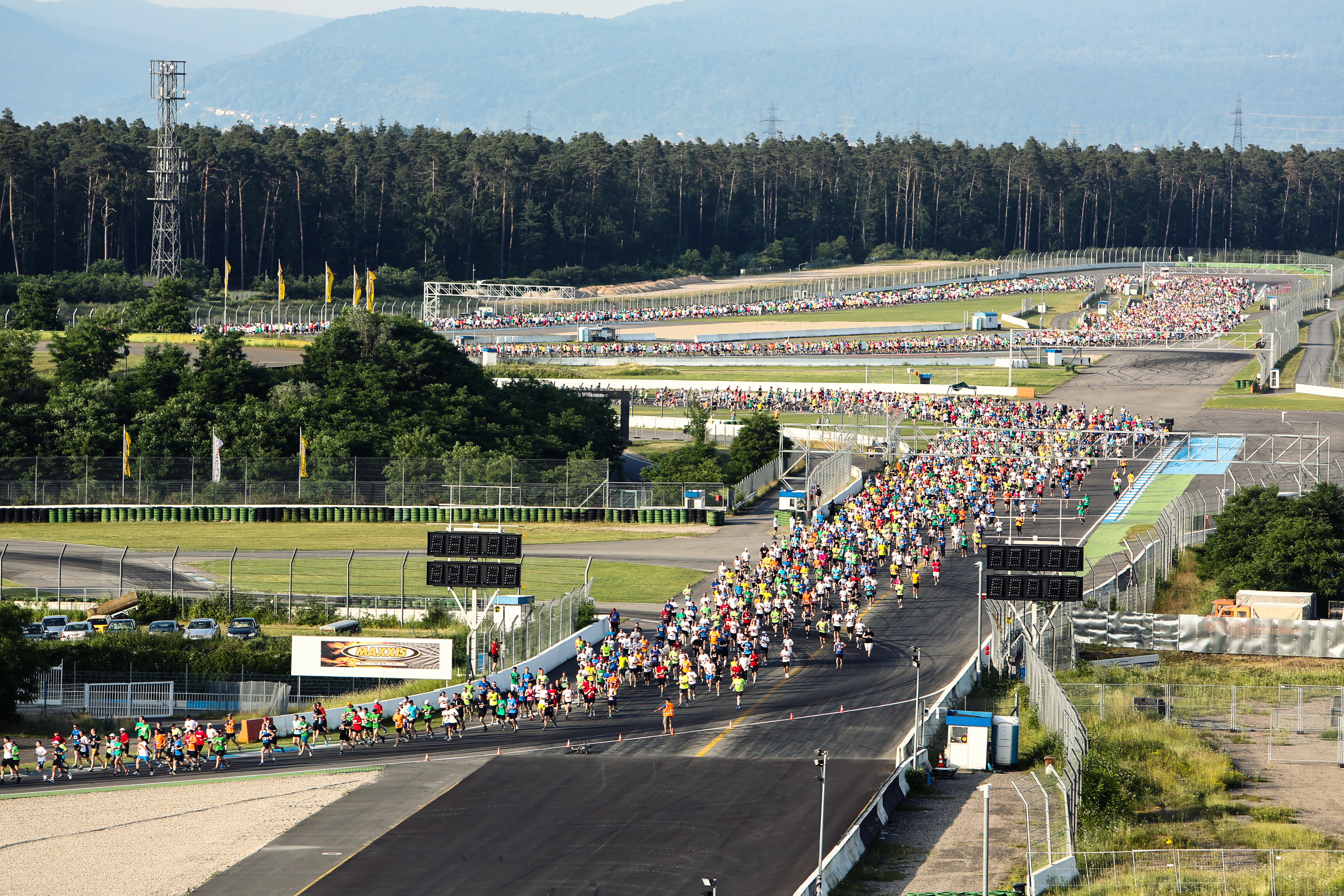
Läufer auf dem Hockenheimring (BASF-Firmencup)

Der Hockenheimringlauf ist ein jährlich an Allerheiligen ausgetragener Volks- und Straßenlauf auf dem Hockenheimring Baden-Württemberg in der westlichen Schwetzinger Hardt über die Distanzen 5 und 10 km.

## Geschichte

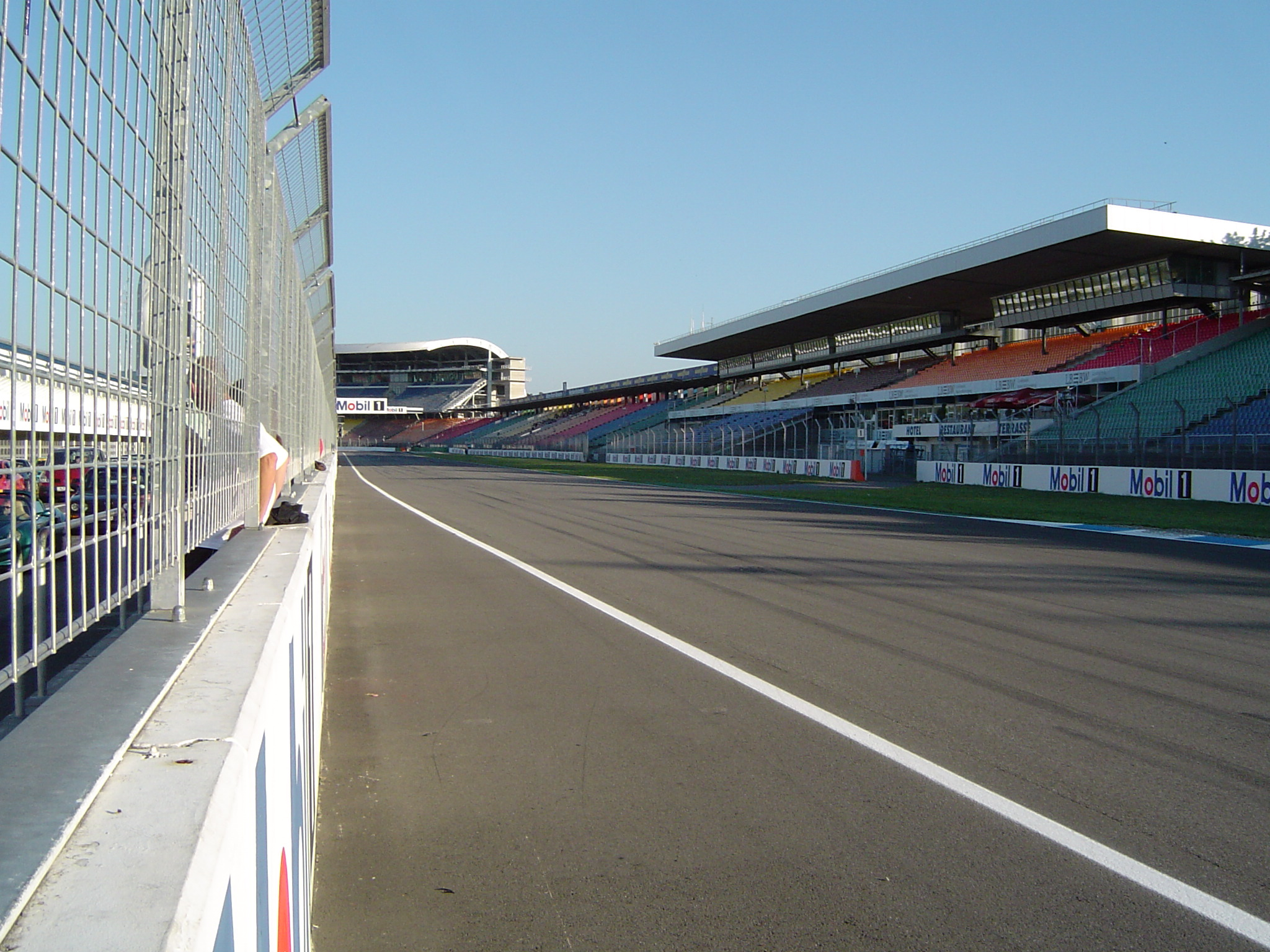
Zielbereich Hockenheimringlauf

Der Hockenheimringlauf wurde erstmals im Jahr 1998 ausgetragen. 2021 konnte der Wettkampf nicht an seinem angestammten Austragungstag an Allerheiligen durchgeführt werden und wurde auf den 14. November verschoben.

## Streckenverlauf

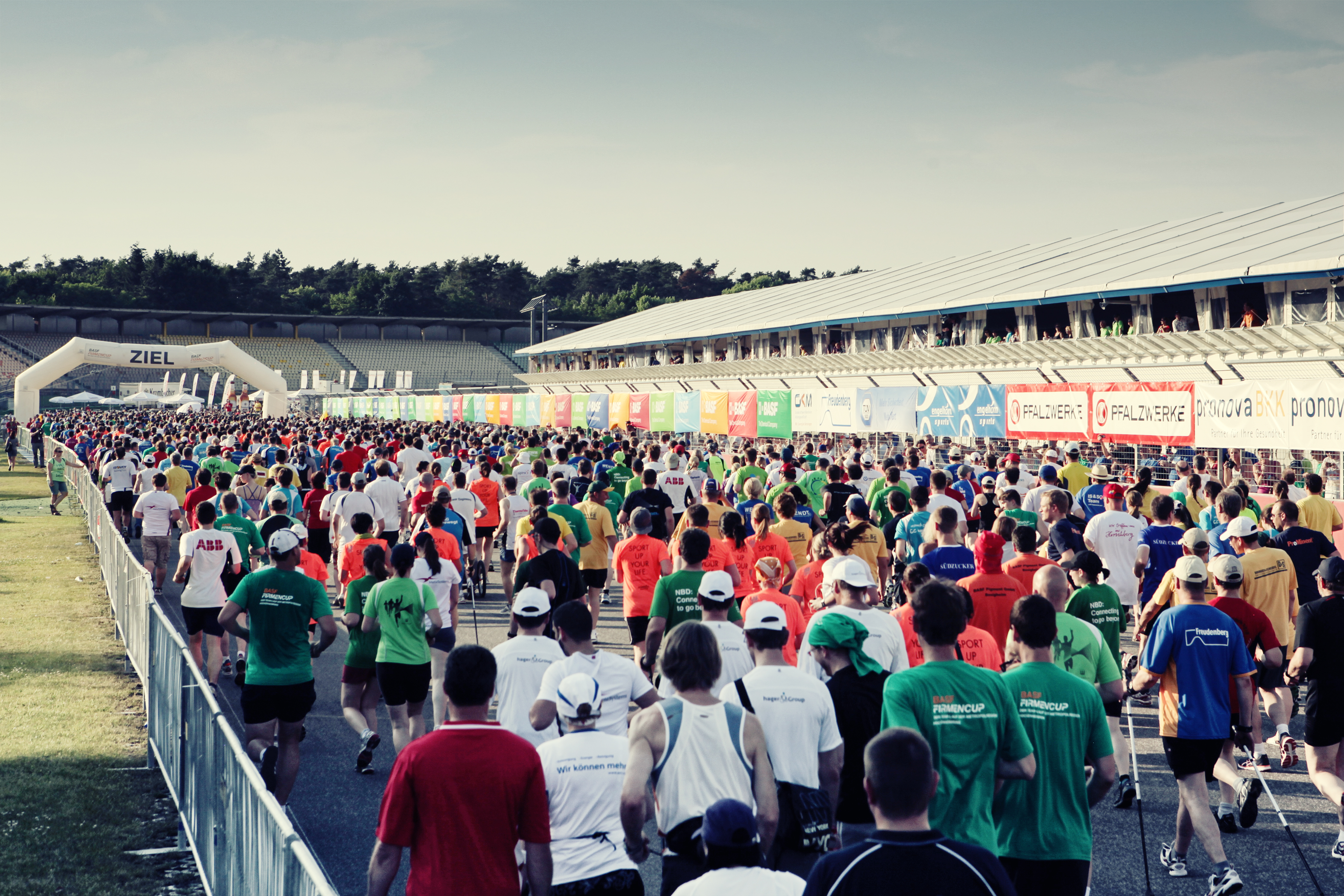
Läufer auf dem Hockenheimring (BASF-Firmencup)

Die gesamte Strecke verläuft auf dem Hockenheimring Baden-Württemberg. Eine Kursrunde beträgt 4.460 m. Die vom Hockenheimring angegebene Strecke für Rennwagen weicht davon aufgrund der auf maximale Geschwindigkeit ausgerichteten Fahrlinie eines Rennautos leicht ab (4.574 m). Sowohl die 5-km- als auch die 10-km-Strecke sind amtlich vermessen und für die DLV-Bestenlisten geeignet. Eine Besonderheit des Hockenheimringlaufs ist der sogenannte Dualstart beim 10-km-Lauf. Hier werden zwei örtlich versetzte Startblöcke gebildet, zeitgleich gestartet und nach kurzer Zeit zusammengeführt, wobei Läufer aus beiden Startblöcken jeweils dieselbe Strecke gelaufen sind, entweder durch die Sachskurve oder über die Dragster-Strecke.

## Statistik

### Streckenrekorde
10 km
- Männer: 28:53 min, Markus Görger, 2021
- Frauen: 33:11 min, Lisa Merkel, 2023

5 km
- Männer: 14:53 min, Jannik Arbogast, 2017
- Frauen: 16:29 min, Lisa Merkel, 2022

### Siegerlisten

#### 10 km
| Datum         | Männer                     | Nation                 | Zeit  | Frauen                         | Nation      | Zeit  |
| ------------- | -------------------------- | ---------------------- | ----- | ------------------------------ | ----------- | ----- |
| 1. Nov. 2023  | Elias Feuersenger          | Deutschland            | 32:21 | Lisa Merkel                    | Deutschland | 33:11 |
| 1. Nov. 2022  | Marc Tortell               | Deutschland            | 30:38 | Kira Weis                      | Deutschland | 34:20 |
| 14. Nov. 2021 | Markus Görger -2-          | Deutschland            | 28:53 | Sabrina Mockenhaupt-Gregor -2- | Deutschland | 35:21 |
| 1. Nov. 2020  | Markus Görger              | Deutschland            | 29:38 | Melina Wolf                    | Deutschland | 33:53 |
| 1. Nov. 2019  | Nikki Johnstone            | Vereinigtes Königreich | 32:00 | Lisa Oed                       | Deutschland | 37:15 |
| 1. Nov. 2018  | Selama Tesfamariam Estopia | Eritrea                | 30:55 | Fabienne Amrhein               | Deutschland | 33:23 |
| 1. Nov. 2017  | Ademicale Miebale          | Eritrea                | 30:37 | Verena Cerna                   | Deutschland | 37:36 |
| 1. Nov. 2016  | Kibrom Issac               | Eritrea                | 32:11 | Patricia Morceli               | Schweiz     | 35:07 |
| 1. Nov. 2015  | Jannik Arbogast -2-        | Deutschland            | 29:46 | Sabrina Mockenhaupt            | Deutschland | 33:19 |
| 1. Nov. 2014  | Abebe Biruk                | Äthiopien              | 30:36 | Regina Högl                    | Deutschland | 35:41 |
| 1. Nov. 2013  | Jannik Arbogast            | Deutschland            | 30:35 | Sabrina Wagner                 | Deutschland | 36:30 |
| 1. Nov. 2012  | Friedrich Simon            | Deutschland            | 32:41 | Fabienne Schlumpf              | Schweiz     | 34:59 |
| 1. Nov. 2011  | Philip Ruto                | Kenia                  | 30:39 | Almuth Grüber                  | Deutschland | 37:38 |
| 1. Nov. 2010  | Thomas Dold -2-            | Deutschland            | 32:15 | Theresa Kett                   | Deutschland | 37:43 |
| 1. Nov. 2009  | Thomas Dold                | Deutschland            | 31:27 | Anne Zanzinger                 | Deutschland | 37:19 |
| 1. Nov. 2008  | Marc Wallrich              | Deutschland            | 33:39 | Birgitt Bohn                   | Deutschland | 35:57 |
| 1. Nov. 2007  | Carsten Bresser            | Deutschland            | 33:55 | Alexandra Bott                 | Deutschland | 37:26 |
| 1. Nov. 2006  | Michael Wüschner           | Deutschland            | 33:22 | Marika Bernhard                | Deutschland | 37:48 |
| 1. Nov. 2005  | Jukka Kero -2-             | Finnland               | 32:01 | Susanne Brema                  | Deutschland | 35:45 |
| 1. Nov. 2004  | Jukka Kero                 | Finnland               | 31:43 | Diana Greger -2-               | Deutschland | 35:19 |
| 1. Nov. 2003  | Gamachu Roba               | Äthiopien              | 31:10 | Diana Greger                   | Deutschland | 36:37 |
| 1. Nov. 2002  | Jan Wälsch                 | Deutschland            | 32:23 | Isabella Bernhard              | Deutschland | 35:57 |
| 1. Nov. 2001  | Martin Beckmann            | Deutschland            | 31:42 | Viola Kirschke-Deck            | Deutschland | 37:10 |
| 1. Nov. 2000  | Patrick Klein              | Deutschland            | 33:01 | Gerlinde Lenske                | Deutschland | 36:47 |
| 1. Nov. 1999  | Hans Pfisterer             | Deutschland            | 32:31 | Maren Östringer                | Deutschland | 36:33 |
| 23. Nov. 1998 | Timo Bracht                | Deutschland            | 33:09 | Uschi Wolf                     | Deutschland | 37:03 |

#### 5 km
| Datum         | Männer                                               | Nation                                               | Zeit                                                 | Frauen                                               | Nation                                               | Zeit                                                 |
| ------------- | ---------------------------------------------------- | ---------------------------------------------------- | ---------------------------------------------------- | ---------------------------------------------------- | ---------------------------------------------------- | ---------------------------------------------------- |
| 1. Nov. 2023  | Maximilian Walter                                    | Deutschland                                          | 15:01                                                | Kathrin Lehnert                                      | Deutschland                                          | 17:04                                                |
| 1. Nov. 2022  | Luis Schaich                                         | Deutschland                                          | 16:00                                                | Lisa Merkel                                          | Deutschland                                          | 16:29                                                |
| 14. Nov. 2021 | Julian Beuchert                                      | Deutschland                                          | 15:09                                                | Nina Waltert                                         | Deutschland                                          | 17:20                                                |
| 1. Nov. 2020  | n/a, da wegen der COVID-19-Pandemie keine Austragung | n/a, da wegen der COVID-19-Pandemie keine Austragung | n/a, da wegen der COVID-19-Pandemie keine Austragung | n/a, da wegen der COVID-19-Pandemie keine Austragung | n/a, da wegen der COVID-19-Pandemie keine Austragung | n/a, da wegen der COVID-19-Pandemie keine Austragung |
| 1. Nov. 2019  | Alexander Niemela                                    | Deutschland                                          | 15:37                                                | Hannah Rödel                                         | Deutschland                                          | 17:38                                                |
| 1. Nov. 2018  | Jona Bodirsky                                        | Vereinigte Staaten                                   | 15:45                                                | Celine Kistner                                       | Deutschland                                          | 18:03                                                |
| 1. Nov. 2017  | Jannik Arbogast -3-                                  | Deutschland                                          | 14:53                                                | Lucia Arens                                          | Deutschland                                          | 17:47                                                |
| 1. Nov. 2016  | Dustin Uhlig                                         | Deutschland                                          | 15:59                                                | Henrike Mauersberger                                 | Deutschland                                          | 18:55                                                |
| 1. Nov. 2015  | Tim Hellwig                                          | Deutschland                                          | 15:49                                                | Lena Schmidt                                         | Deutschland                                          | 17:55                                                |
| 1. Nov. 2014  | Sven Perleth                                         | Deutschland                                          | 16:01                                                | Gina-Marielle Schürg                                 | Deutschland                                          | 18:08                                                |
| 1. Nov. 2013  | Daniel Walter                                        | Deutschland                                          | 16:39                                                | Anna-Lena Pohl -2-                                   | Deutschland                                          | 18:48                                                |
| 1. Nov. 2012  | Paul Stimmel                                         | Deutschland                                          | 16:40                                                | Anna-Lena Pohl                                       | Deutschland                                          | 19:04                                                |
| 1. Nov. 2011  | Rouven Emmerich                                      | Deutschland                                          | 16:24                                                | Magdalena Kusserow -2-                               | Deutschland                                          | 18:53                                                |
| 1. Nov. 2010  | Jonathan Schneidemesser                              | Deutschland                                          | 17:09                                                | Magdalena Kusserow                                   | Deutschland                                          | 18:44                                                |
| 1. Nov. 2009  | Hendrik Franke                                       | Deutschland                                          | 16:16                                                | Alina Reh                                            | Deutschland                                          | 17:38                                                |
| 1. Nov. 2008  | Jonas Baumgärtner                                    | Deutschland                                          | 16:10                                                | Iris Würtz                                           | Deutschland                                          | 20:56                                                |
| 1. Nov. 2007  | Jannik Arbogast -2-                                  | Deutschland                                          | 16:41                                                | Tanja Grießbaum                                      | Deutschland                                          | 19:01                                                |
| 1. Nov. 2006  | Jannik Arbogast                                      | Deutschland                                          | 17:03                                                | Katharina Becker                                     |                                                      | 19:26                                                |
| 1. Nov. 2005  | Thomas Dimmler                                       | Deutschland                                          | 17:03                                                | Laura Mees -2-                                       | Deutschland                                          | 19:34                                                |
| 1. Nov. 2004  | Daniel Lunkenheimer                                  | Deutschland                                          | 17:48                                                | Laura Mees                                           | Deutschland                                          | 19:32                                                |
| 1. Nov. 2003  | nicht ausgetragen                                    |                                                      |                                                      | nicht ausgetragen                                    |                                                      |                                                      |
| 1. Nov. 2002  | Timo Engel 1                                         | Deutschland                                          | 18:42                                                | Alla Owen 1                                          | Deutschland                                          | 24:14                                                |